# Бамфордит
Бамфордит (англ. bamfordite) — мінерал класу оскидів та гідроксидів. Хімічна формула: Fe3Mo2O6(OH)3∙H2O. Містить (%): Fe — 13,53; Мо — 46,49; H –1.22; O — 38,76. Зустрічається у вигляді таблитчастих кристалів. Сингонія триклінна. Твердість 2 — 3. Густина 3,62. Колір світло-зелений. Риса зеленувато-жовта. Блиск скляний, матовий. Спайність досконала. Утворюється у зоні окиснення вольфрамо-молібдено-бісмутових руд в асоціації з мусковітом та кварцем. Осн. знахідка — рудник Бамфорд-Гілл (Bamford Hill) (Квінсленд, Австралія). Назва за місцем знаходження.